# Ґостомін (Мазовецьке воєводство)
Ґостомін (пол. Gostomin) — село в Польщі, у гміні Ойжень Цехановського повіту Мазовецького воєводства.
Населення — 158 осіб (2011).
У 1975-1998 роках село належало до Цехановського воєводства.

## Демографія
Демографічна структура станом на 31 березня 2011 року:
|          | Загалом | Допрацездатний вік | Працездатний вік | Постпрацездатний вік |
| -------- | ------- | ------------------ | ---------------- | -------------------- |
| Чоловіки | 82      | 25                 | 51               | 6                    |
| Жінки    | 76      | 12                 | 48               | 16                   |
| Разом    | 158     | 37                 | 99               | 22                   |